# Championnat de Slovaquie de football 1998-1999
Navigation
Saison précédente Saison suivante
La saison 1998-1999 du Championnat de Slovaquie de football était la 6e édition de la Slovak Superliga, le championnat de première division de Slovaquie. Les 16 meilleurs clubs du pays sont regroupés au sein d'une poule unique où chaque formation rencontre deux fois tous ses adversaires, à domicile et à l'extérieur. Les deux derniers du classement sont relégués et remplacés par les deux premiers clubs de D2.
Le Slovan Bratislava finit en tête du championnat et remporte le 4e titre de champion de Slovaquie de son histoire. Il termine avec 2 points d'avance sur l'Inter Bratislava. Le double champion en titre, le 1.FC Kosice, termine 4e à 9 points du premier. Le Slovan Bratislava réalise d'ailleurs le doublé Coupe-championnat en battant Dukla Banska Bystrica en finale de la Coupe de Slovaquie.

## Les 16 clubs participants
| - Slovan Bratislava - Inter Bratislava - BSK Bardejov - FK ZTS Dubnica - Promu de D2 - Tatran Presov - Spartak Trnava - AS Trencin - MSK Zilina | - MFK Kosice - MFK Ružomberok - Dukla Banska Bystrica - FC Chemlon Hummené - FK Banik Prievidza - FC Nitra - Promu de D2 - FC Rimavska Sobota - FC Artmedia Bratislava |

## Compétition

### Classement
Le barème de points servant à établir le classement se décompose ainsi :
- Victoire : 3 points
- Match nul : 1 point
- Défaite : 0 point

| Rang | Équipe                | Pts | J  | G  | N  | P  | Bp | Bc | Diff |
| ---- | --------------------- | --- | -- | -- | -- | -- | -- | -- | ---- |
| 1    | Slovan Bratislava (C) | 70  | 30 | 21 | 7  | 2  | 56 | 11 | +45  |
| 2    | Inter Bratislava      | 68  | 30 | 21 | 5  | 4  | 64 | 15 | +49  |
| 3    | Spartak Trnava        | 64  | 30 | 19 | 7  | 4  | 59 | 20 | +39  |
| 4    | 1.FC Kosice (T)       | 61  | 30 | 19 | 4  | 7  | 51 | 26 | +25  |
| 5    | AS Trenčín            | 53  | 30 | 15 | 8  | 7  | 53 | 25 | +28  |
| 6    | MŠK Žilina            | 48  | 30 | 15 | 3  | 12 | 36 | 42 | -6   |
| 7    | MFK Ružomberok        | 46  | 30 | 12 | 10 | 8  | 31 | 31 | 0    |
| 8    | Tatran Prešov         | 43  | 30 | 11 | 10 | 9  | 38 | 35 | +3   |
| 9    | FC Artmedia Petržalka | 39  | 30 | 11 | 6  | 13 | 37 | 42 | -5   |
| 10   | HFC Hummené           | 35  | 30 | 10 | 5  | 15 | 24 | 37 | -13  |
| 11   | Dukla Banska Bystrica | 34  | 30 | 8  | 10 | 12 | 34 | 46 | -12  |
| 12   | FC Nitra (P)          | 28  | 30 | 7  | 7  | 16 | 28 | 48 | -20  |
| 13   | FK ZTS Dubnica (P)    | 28  | 30 | 8  | 4  | 18 | 28 | 60 | -32  |
| 14   | FK Banik Prievidza    | 24  | 30 | 6  | 6  | 18 | 34 | 56 | -22  |
| 15   | Rimavska Sobota       | 22  | 30 | 5  | 7  | 18 | 29 | 56 | -27  |
| 16   | BSK Bardejov          | 7   | 30 | 2  | 1  | 27 | 14 | 66 | -52  |

|  | Qualifié pour la Ligue des Champions 1999-2000                                            |
|  | Qualifié pour la Coupe UEFA 1999-2000                                                     |
|  | Qualifié pour la Coupe Intertoto 1999                                                     |
|  | Relégation en deuxième division                                                           |
|  | (T) : Tenant du titre (C) : Vainqueur de la Coupe de Slovaquie (P) : Promu de 2e division |

## Bilan de la saison
| Championnat de Slovaquie de football 1998-1999 |                              |
| Champion                                       | Slovan Bratislava (4e titre) |
| Coupes et trophées                             |                              |
| Vainqueur de la Coupe de Slovaquie 1998-1999   | Slovan Bratislava            |
| Qualifications continentales                   |                              |
| Ligue des champions 1999-2000                  | Slovan Bratislava            |
| Coupe UEFA 1999-2000                           | Inter Bratislava             |
| Coupe UEFA 1999-2000                           | Spartak Trnava               |
| Coupe UEFA 1999-2000                           | Dukla Banska Bystrica        |
| Coupe Intertoto 1999                           | AS Trencin                   |
| Coupe Intertoto 1999                           | MSK Zilina                   |
| Promotions et relégations                      |                              |
| Promus en Slovak Superliga                     | FC Senec                     |
| Promus en Slovak Superliga                     | FK DAC 1904 Dunajská Streda  |
| Relégués en Slovak First League                | Rimavska Sobota              |
| Relégués en Slovak First League                | BSK Bardejov                 |